# Château de la Germonière
Le château de la Germonière est une demeure, de la fin du XIXe siècle, qui se dresse sur le territoire de la commune française du Vast, dans le département de la Manche, en région Normandie.
Le parc du château est inscrit aux monuments historiques.

## Localisation
Le château de la Germonière est situé, au sein d'un grand parc, au bord de la Saire, au Vast, dans le département français de la Manche.

## Historique
Philippe Fontenilliat crée en 1803 une filature de coton. Il construit le logis perpendiculaire à l'allée, un parc, réunit les chutes des trois moulins, construit un canal de fuite. La filature passe par héritage en 1858 à Louis-Hippolyte Rangeard de La Germonière.
En 1886, l'usine ferme et les bâtiments industriels sont rasés en 1891. Le lieu est alors reconverti en espace d'agrément par Raoul-Hippolyte-Edmond Rangeard de La Germonière : un nouveau logis avec plan en « U » donnant sur le parc est construit contre le logement patronal de 1803 par l'architecte Trolliet, le jardin est restructuré et le réseau hydraulique existant fait l'objet, par la maison Combaz, d'une mise en scène par la création de perspectives, avec notamment une cascade, dernier vestige de la chute d'eau aménagée pour donner la force motrice nécessaire à la filature de coton créée au début du XIXe siècle.

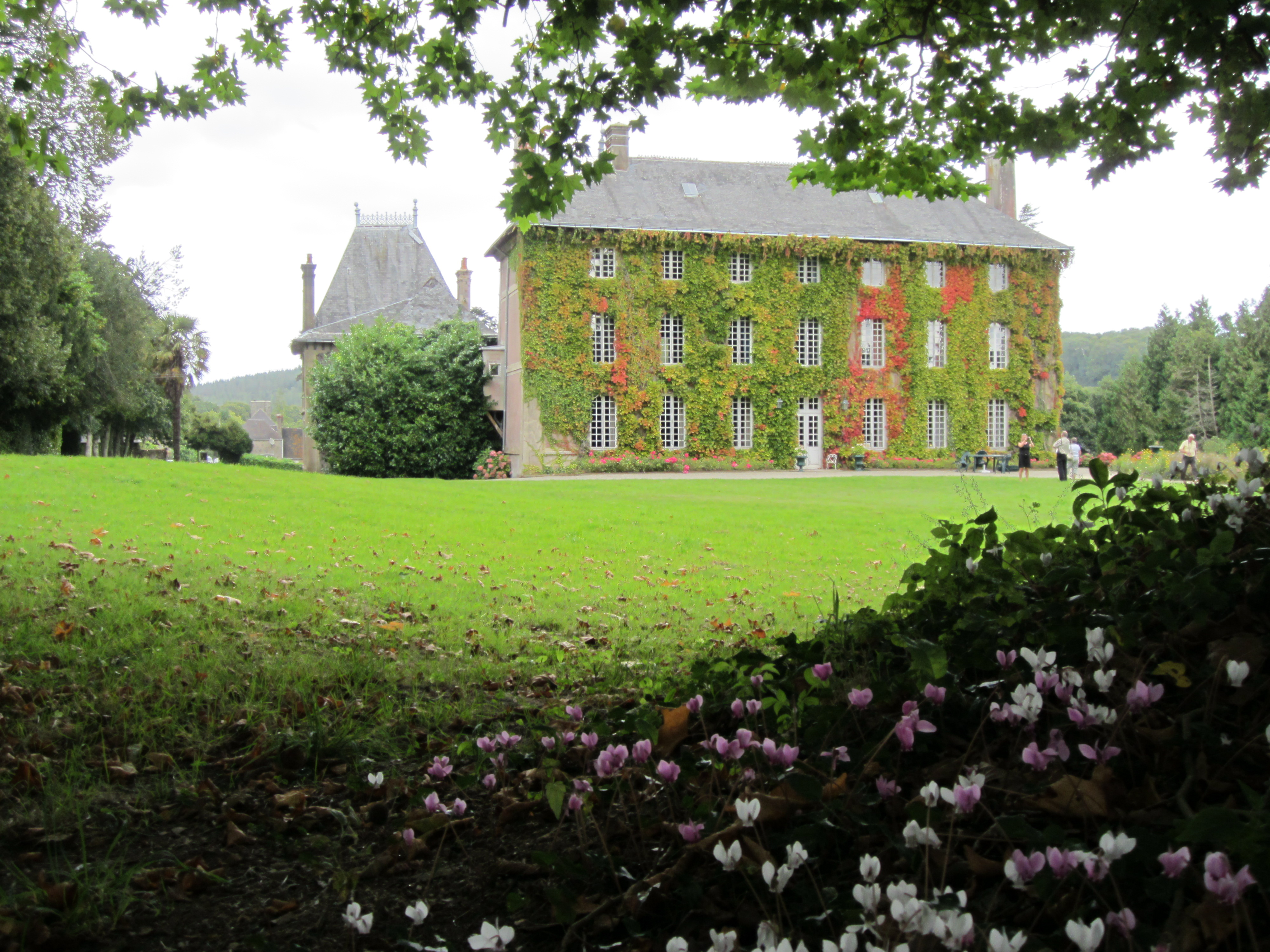
Façade côté jardin.
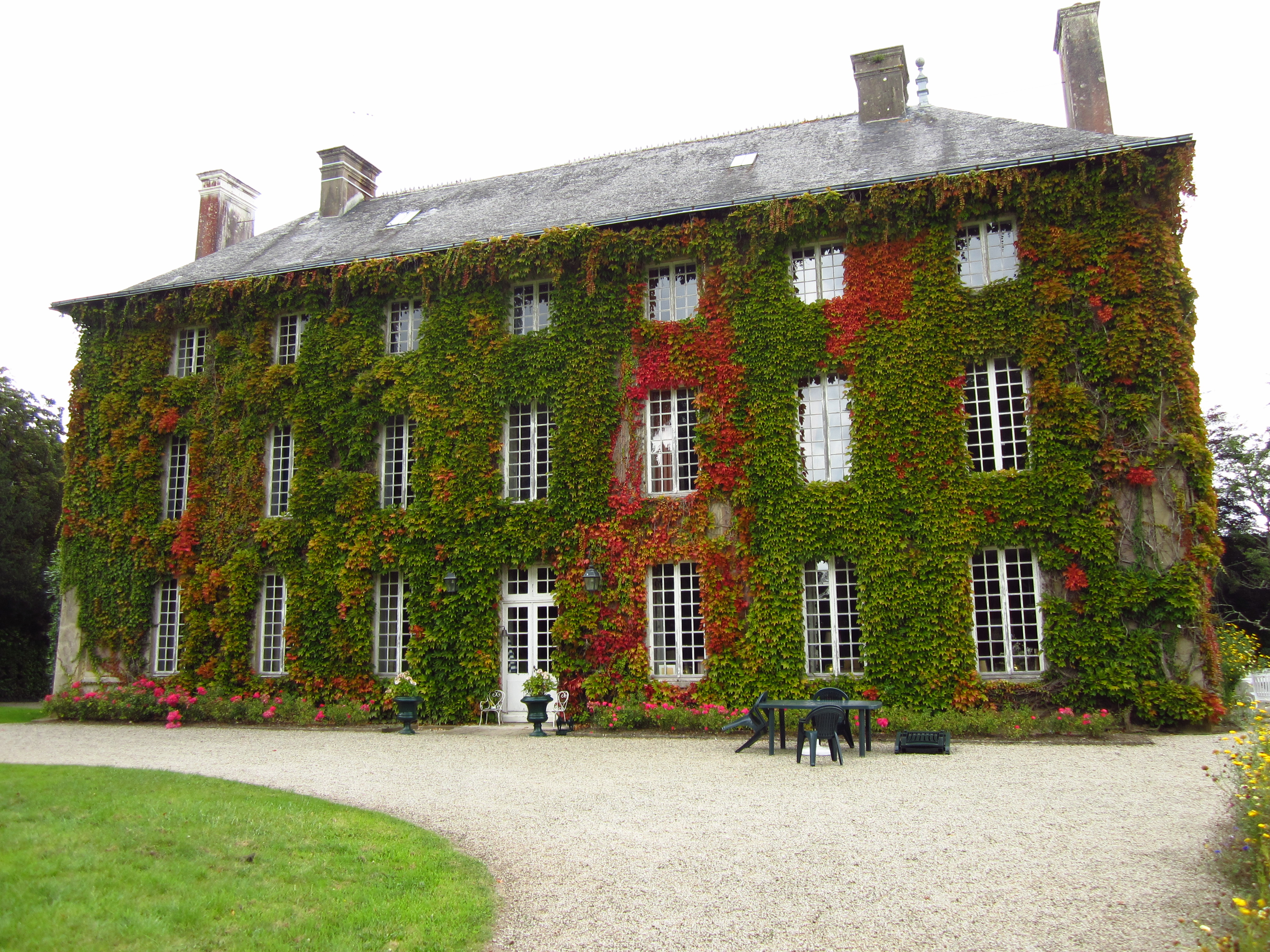
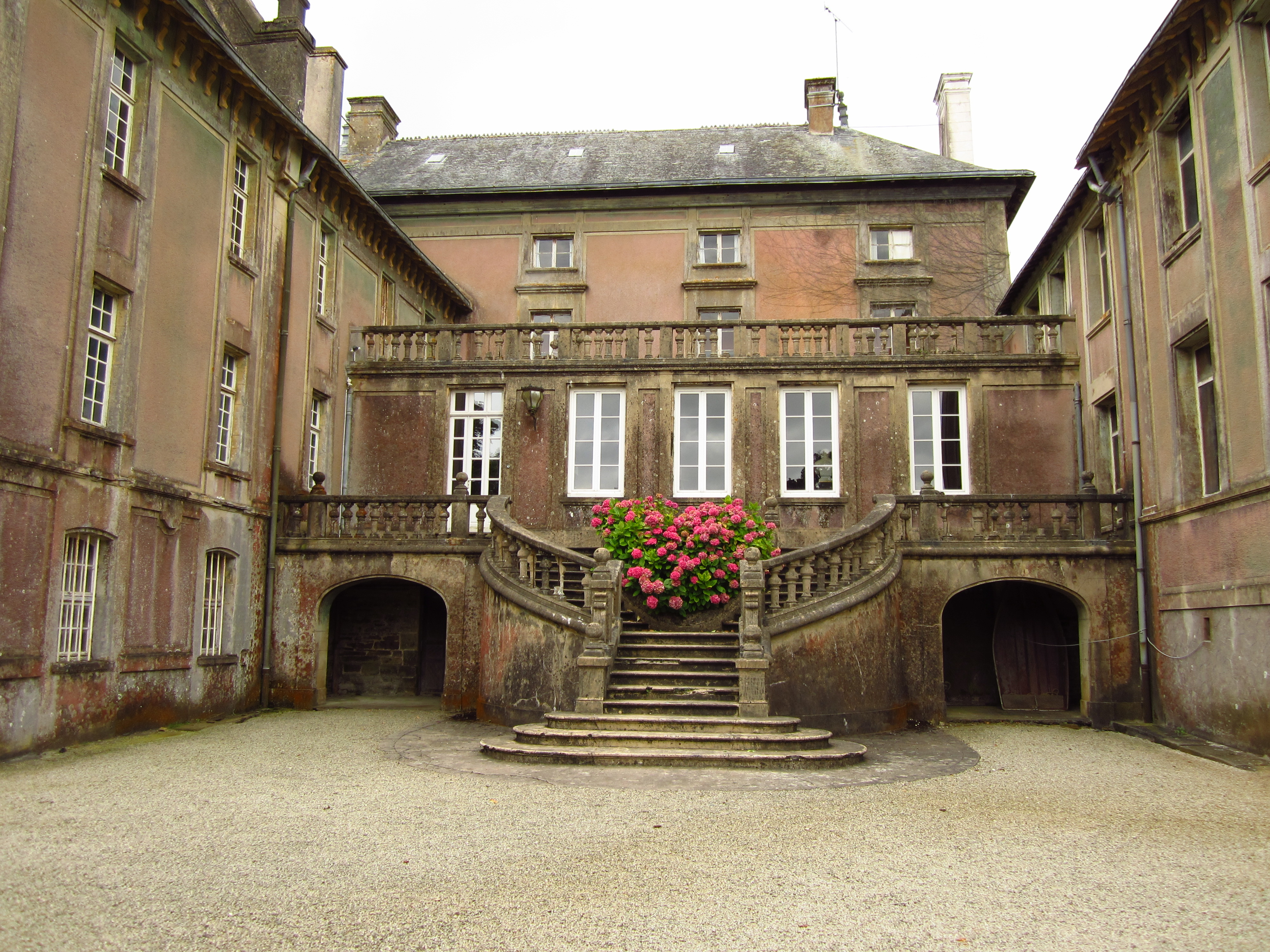
Escalier principal.

## Parc du château
Le parc, composé de cascades et d'étangs, est inscrit au titre des monuments historiques par arrêté du 28 mars 2008.

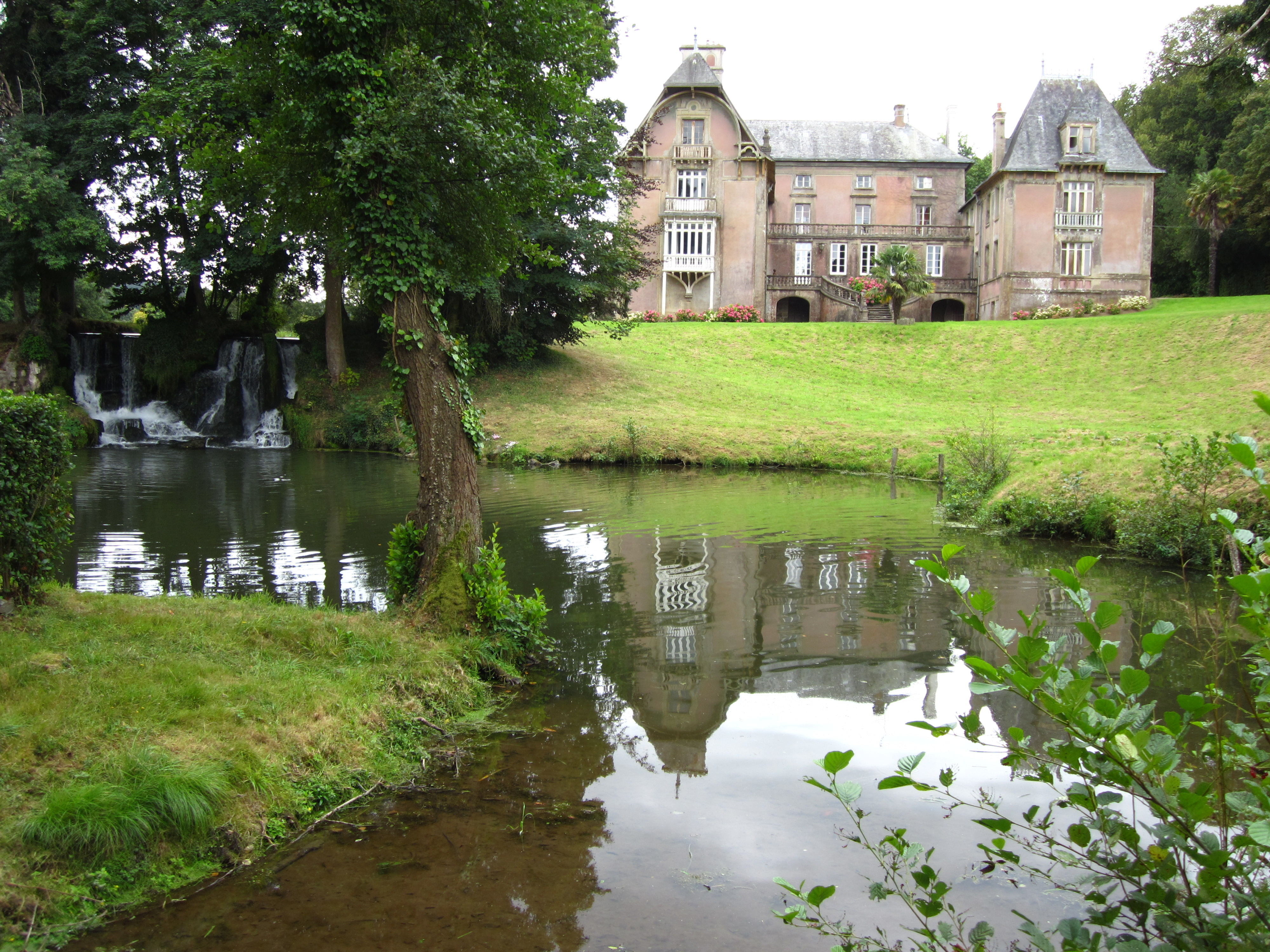
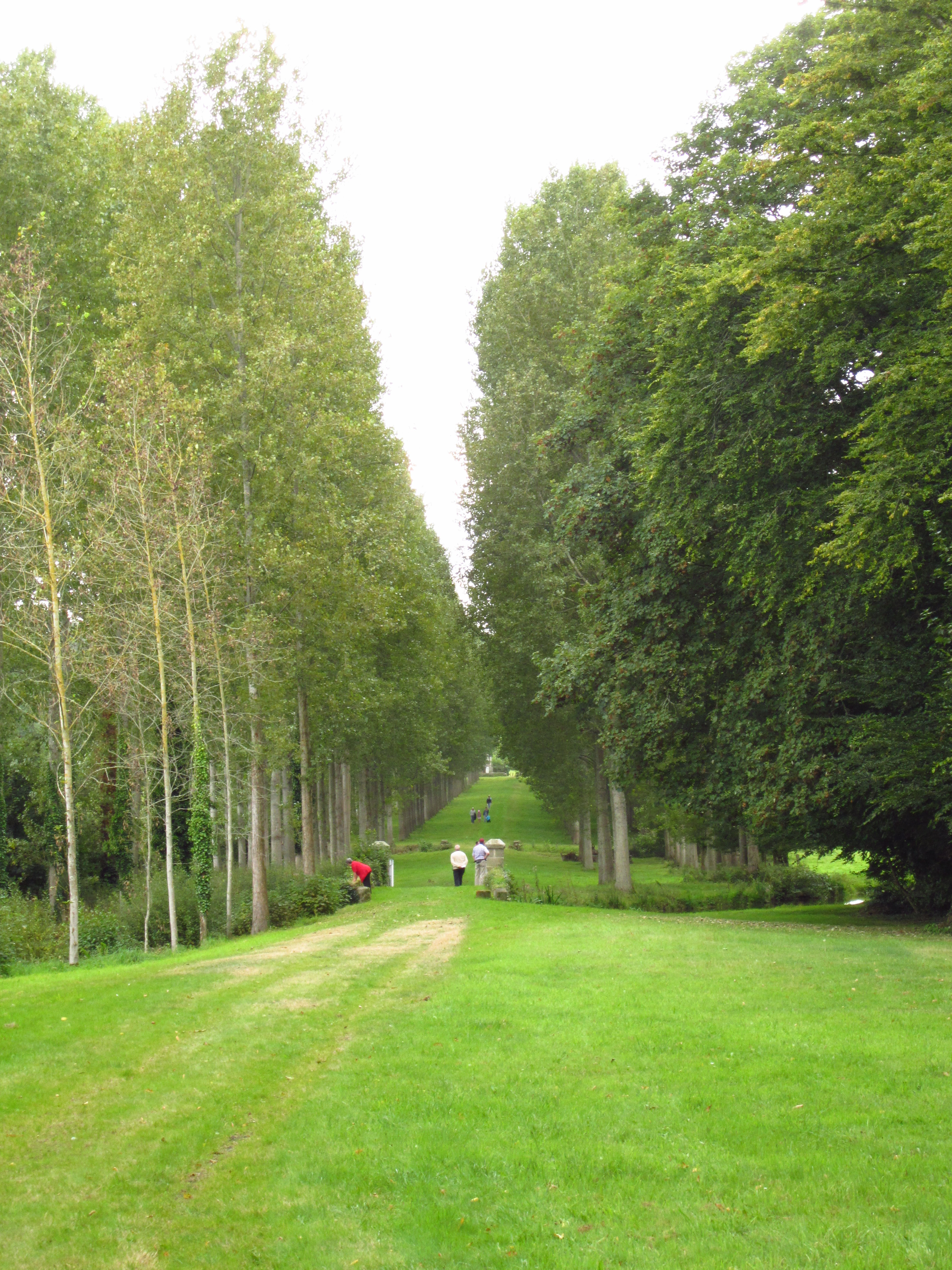
Grande allée.
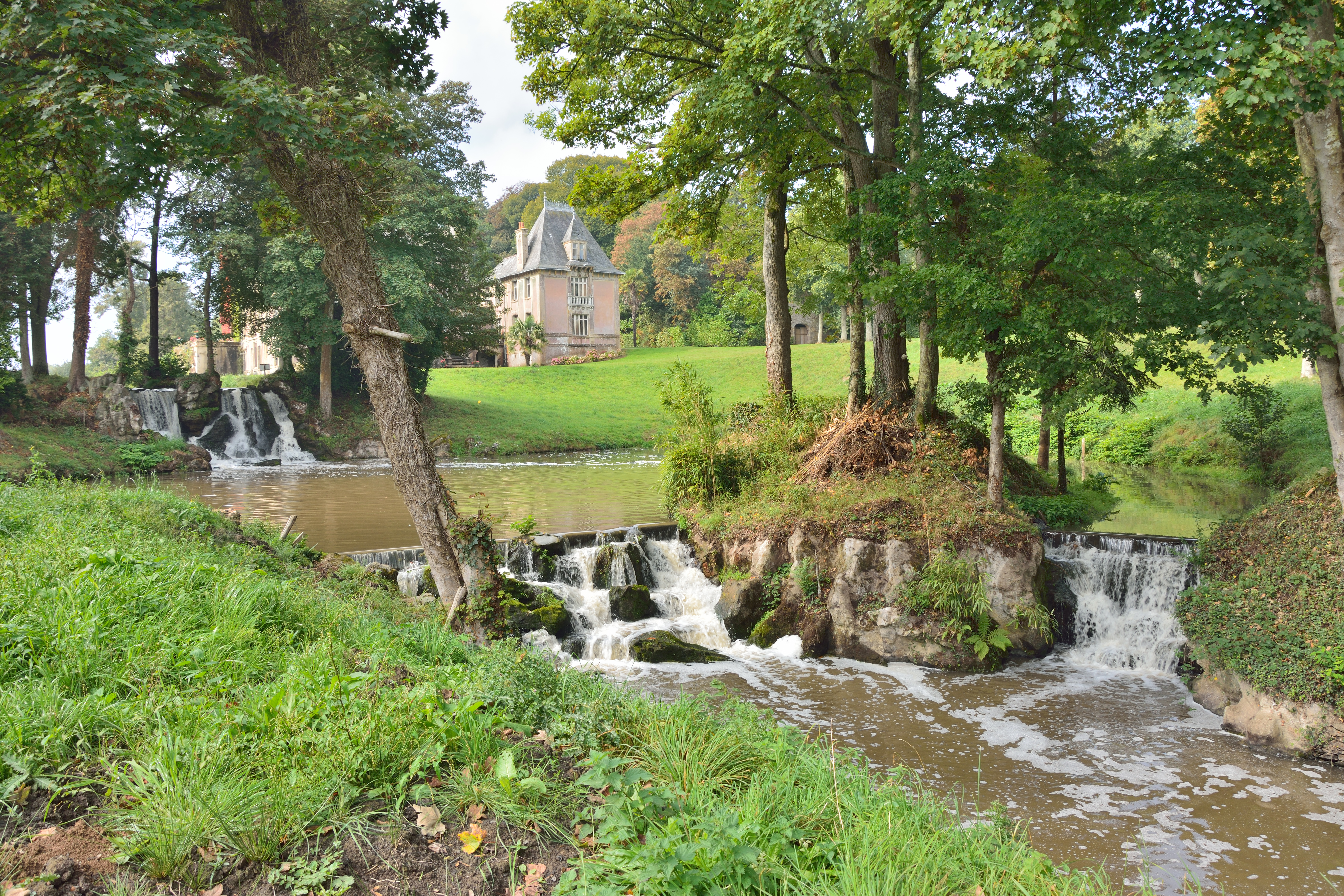
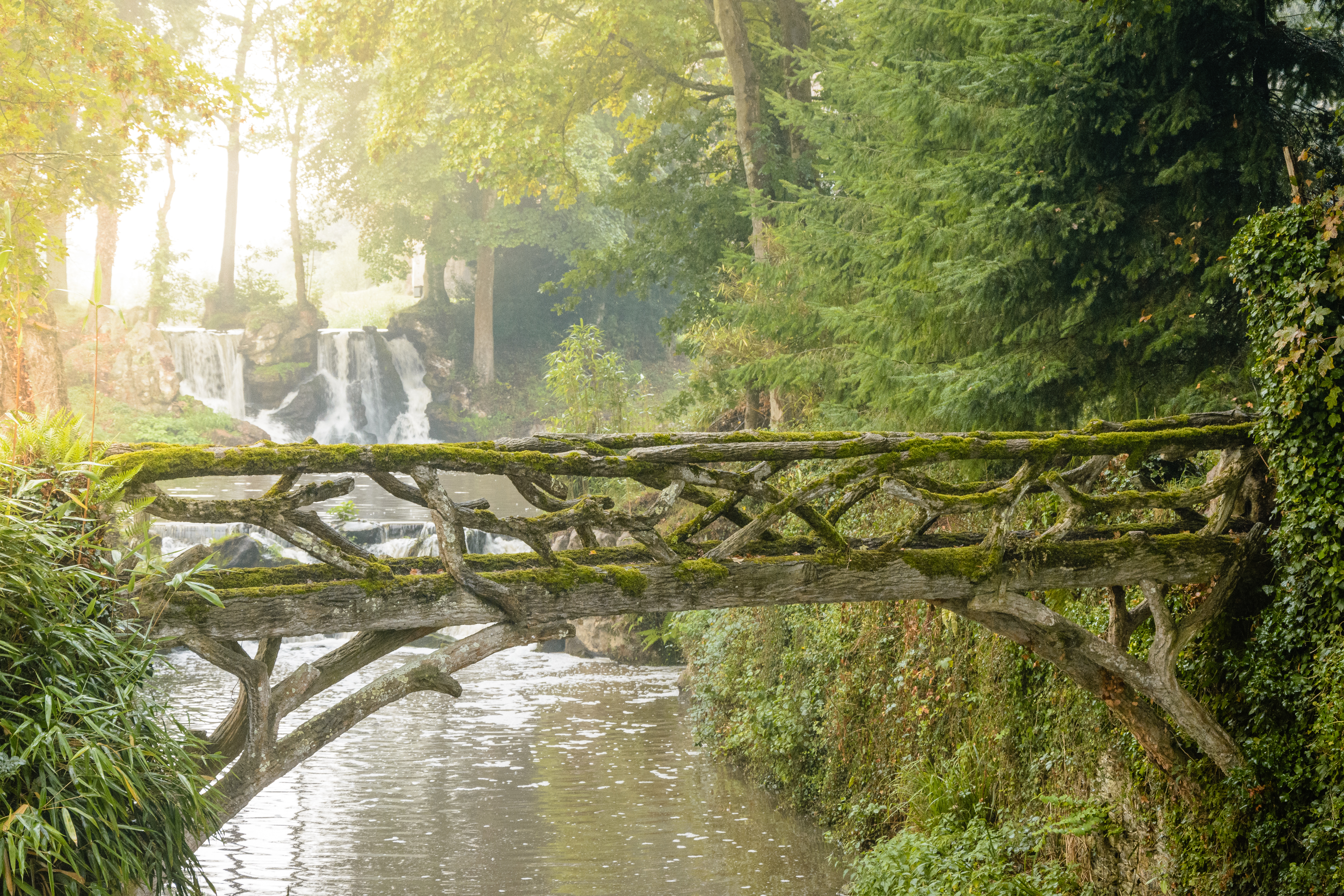
Cascades.